# Saint Bernardin de Sienne prêchant devant Alphonse V d'Aragon
Saint Bernardin de Sienne prêchant devant Alphonse V d'Aragon (en espagnol : San Bernardino de Siena predicando ante Alfonso V de Aragón) est une peinture réalisée par Francisco de Goya entre 1781 et 1783. Cette huile sur toile a été réalisée pour la basilique de Saint-François-le-Grand de Madrid, où elle est toujours conservée.

## Contexte de l'œuvre
Goya était, à cette époque, un réputé peintre de cartons pour tapisserie ; mais la crise de Gibraltar provoque une baisse de commandes publiques et Goya décide de diversifier son activité en réalisant des œuvres plus privées.
Il n'a pas été établi si Goya a voulu représenter le monarque Alphonse V ou René d'Anjou. L'artiste a commencé cette œuvre dans le but de s'attirer les bonnes faveurs du roi Charles III en choisissant une façon de peindre proche du néoclassicisme qui plait tant au roi.

## Description du tableau